# Wonsu
Il Wonsu è il più alto grado militare nelle forze armate della Corea del Nord e della Corea del Sud.

## Storia
il titolo di "Wonsu" o le sue variazioni sono state usate come titoli diversi alti ufficiali e comandanti nella storia coreana sin dalla dinastia Goryeo in poi. Per esempio, Gwon Yul, un famoso generale dell'XVI secolo che scalò i vertici militari fino a divenire comandante supremo delle forze coreane Invasioni giapponesi della Corea dal 1592 al 1598 deteneva il grado di "Do-Wonsu", tradotto come "alto maresciallo".

## Corea del Nord
Wonsu è un grado nell'Armata del popolo coreano della Corea del Nord, equivalente al Maresciallo di altri eserciti. Questo rango è detenuto da tutti i leader supremi della Corea del Nord.
Mentre era comandante supremo dell'Armata del popolo coreano, Kim Il-sung divenne il primo Maresciallo della Corea del Nord durante la Guerra di Corea per decisione dell'Assemblea popolare suprema, il parlamento unicamerale della Corea del Nord, il 4 febbraio 1953. Il periodo fotografico dimostra che le prime spalline e le insegne da maresciallo erano le stesse delle attuali spalline da Vice-maresciallo (una larga stella sovrapposta dallo stemma della Repubblica Popolare Democratica di Corea).
Il rango di Vice-maresciallo (chasu) è unico nel sistema di gradi della Corea del Nord. Il grado di Vice-maresciallo venne concesso per la prima volta nel febbraio 1953 al generale Choi Yong-kun. Le fonti suggeriscono che le insegne e le spalline per i marescialli e vice-marescialli divennero una singola larga stella senza lo stemma di stato (per i marescialli) e uno stemma di stato senza la stella (per i vice-marescialli). Quando fu conferito per la prima volta il nuovo rango di Vice-maresciallo nel 1985, le spalline e le insegne da maresciallo e vice-maresciallo presero il loro attuale designo.
Un nuovo cambio nei gradi da maresciallo della Corea del Nord avvenne nel 1992 quando il grado di "Dae Wonsu" o "Grande Maresciallo" (rango pieno di Grande Maresciallo della Repubblica Popolare Democratica di Corea) venne creato appositamente per Kim Il-sung. A quel tempo il grado di maresciallo venne diviso in due gradi: il rango di maresciallo con il titolo di "Maresciallo della RepubblicaPpopolare Democratica di Corea" (konghwaguk wonsu) venne conferito al figlio di Kim Il-sung, Kim Jong-il, e il nuovo rango ma con il titolo di "Maresciallo dell'Armata del popolo coreano" venne conferito al generale O Jin-u. Nel 1995, due altri ufficiali militari vennero promossi al grado di "Maresciallo dell'Armata del popolo coreano", Choe Kwang e Ri Ul-sol. L'insegna dei gradi di maresciallo era diversa (con l'insegna per il Maresciallo della Repubblica Popolare Democratica di Corea più simile a quella di Grande Maresciallo mentre l'insegna di Grande Maresciallo ha una corona più grande che racchiude la stella del maresciallo, ma è più piccola in quanto è sotto la stella stessa).
Nel 1992, inoltre, otto altri generali vennero promossi a Vice-marescialli al tempo in cui in Corea del Nord vi era un solo Grande Maresciallo, un Maresciallo della Repubblica Popolare Democratica di Corea, un Maresciallo dell'Armata del popolo coreano e otto Vice-marescialli.
Il rango di Maresciallo della Repubblica Popolare Democratica di Corea venne conferito anche a Kim Jong-un nel 2012.
Il 15 aprile 2016, Kim Yong-chun e Hyon Chol-hae sono stati promossi al grado di Maresciallo dell'Armata del popolo coreano, la prima promozione di ufficiali in servizio attivo da 21 anni.

### Lista dei Marescialli della Repubblica Popolare Democratica di Corea
- Kim Il-sung (1912-1994) (7 febbraio 1953): promosso a Generalissimo della Repubblica Popolare Democratica di Corea il 13 aprile 1992
- Kim Jong-il (1941-2011) (20 aprile 1992): promosso postumo a Generalissimo della Repubblica Popolare Democratica di Corea il 14 febbraio 2012
- Kim Jong-un (1984)      (18 luglio 2012)

### Lista dei Marescialli dell'Armata del popolo coreano
- O Jin-u (1917-1995) (20 aprile 1992)
- Choe Kwang (1918-1997) (8 ottobre 1995)
- Ri Ul-sol  (1921-2015) (8 ottobre 1995)
- Kim Yong-chun (1936-2018) (14 aprile 2016)
- Hyon Chol-hae (1934-2022) (14 aprile 2016)
- Ri Pyong-chol (1948) (5 ottobre 2020)
- Pak Jong-chon (6 ottobre 2020)

## Corea del Sud
Wonsu, tradotto come "Generale dell'Esercito della Repubblica di Corea" o "Ammiraglio della Flotta della Repubblica di Corea", è il più alto grado militare delle Forze armate della Repubblica di Corea ed è l'equivalente combinato di un feldmaresciallo, di un ammiraglio della flotta e di un Maresciallo della forza aerea in altri paesi. Il rango è superiore al grado di Daejang. Il grado di Wonsu esiste solo sulla carta, e non è stato mai ricoperto da un ufficiale delle Forze armate della Repubblica di Corea. Secondo la Legge sul personale delle forze armate della legge sulla difesa nazionale della Repubblica di Corea, il Wonsu è conferito al Daejang che si distinto in particolar modo nei suoi incarichi.
l'insegna del Wonsu della Corea del Sud risente pesantemente dell'influenza delle insegne militari statunitensi, infatti il pentagono a cinque stelle nel design utilizzato in questo grado è molto simile al rango statunitense di General of the Army e di General of the Air Force  per gli ufficiali dell'esercito e della forza aerea meritevoli di essere insigniti di questo grado. Mentre l'insegna per la marina militare rimane la stessa di un'insegna di un ufficiale e ammiraglio della flotta usta nella United States Navy.

## Significato
Per una coincidenza, "Wonsu" è una parola usata anche per indicare un "nemico mortale" (怨讐). Le due parole hanno una differente etimologia nella lingua Hanja, ma in Corea del Sud sono omonime e sono allo stesso tempo scritte nello stesso modo nella lingua Hangŭl. In Corea del Nord, il governo ha cambiato la parola per un "nemico" in "Wonssu" (원쑤).